# 石川明 (法学者)
石川 明（いしかわ あきら、1931年11月27日 －2016年6月10日 ）は、日本の法学者。慶應義塾大学名誉教授。弁護士。東京神田出身。

## 人物
1954年3月慶應義塾大学法学部法律学科卒業。1956年3月同大学院法学研究科修士課程修了。1956年4月同法学部助手（指導教授:宮崎澄夫・伊東乾）。仙台法経専門学校兼任講師。1959年ドイツ・ミュンヘン大学留学。1961年4月慶應義塾大学法学部助教授。1967年4月同法学部教授。1966年慶應義塾大学で「訴訟上の和解の研究」法学博士受く。1970年ドイツ・ザールラント大学留学。1972年弁護士登録。1975年ドイツ・ケルン大学留学。1977年旧司法試験第二次試験考査委員。1980年法務省法制審議会委員。1985年ケルン大学より名誉法学博士号授与。1989年ザールラント大学より名誉法学博士号授与。1994年3月慶應義塾大学早期退職。1994年4月慶應義塾大学名誉教授。朝日大学大学院法学研究科教授。1996年日本台湾法律家協会理事長。1998年日本経営実務法学会理事長。2004年4月朝日大学大学院法学研究科客員教授。2005年中国･華東政法大学で名誉法学博士授与。2006年4月愛知学院大学法科大学院教授。2011年3月愛知学院大学退職。
家族として、兄に慶應義塾塾長・石川忠雄や、三井海上火災保険元会長の石川武がいる。祖先は、町火消しの家柄であったという。

## 研究
専門は、民事訴訟法・民事執行法。特に、訴訟上の和解。その後、ADR・強制執行・国際民事訴訟法や、知的財産法をも研究対象とした。

## 主著
- 『訴訟行為の研究』酒井書店、1971
- 『ドイツ強制執行法研究』成文堂、1977
- 『民事執行法 青林双書』編著、青林書院新社、1981
- 『民事法の諸問題』一粒社、1987
- 『破産法』日本評論社、1987
- 『民事訴訟法講義』編著、法学書院、1992
- 『EC統合の法的側面』成文堂、1993
- 『調停法学のすすめ ADR私論』信山社出版、1999